# Ryszard Szymczak
Ryszard Władysław Szymczak, född den 14 december 1944 i Pruszków, Polen, död 7 december 1996 i Warszawa, Polen, var en polsk fotbollsspelare som tog OS-guld i fotbollsturneringen vid de olympiska sommarspelen 1972 i München.